# Reedsport
Reedsport é uma cidade localizada no estado norte-americano de Oregon, no Condado de Douglas.

## Demografia
Segundo o censo norte-americano de 2000, a sua população era de 4378 habitantes.
Em 2006, foi estimada uma população de 4355, um decréscimo de 23 (-0.5%).

## Geografia
De acordo com o United States Census Bureau tem uma área de
5,9 km², dos quais 5,3 km² cobertos por terra e 0,6 km² cobertos por água. Reedsport localiza-se a aproximadamente 9 m acima do nível do mar.

## Localidades na vizinhança
O diagrama seguinte representa as localidades num raio de 36 km ao redor de Reedsport.